# 美麗陌生人
《美麗陌生人》（英語：Beautiful Stranger）是美國女歌手瑪丹娜1999年5月份發行的歌曲，這是她受邀為電影《王牌大賤諜二部曲：時空賤諜007》（英語：Austin Power II : The Spy Who Shagged Me）所配唱的電影插曲。〈美麗陌生人〉在美國單曲榜成績為第19名。

## 內容

### 歌曲簡介
〈美麗陌生人〉是瑪丹娜與威廉·歐位元暨1998年專輯《光芒萬丈》（英語：Ray Of Light）後的再度合作，延續專輯的電氣化格局。取樣來自媽媽與爸爸合唱團（英語：The Mamas & the Papas）1969年歌曲〈In Crowd〉的旋律，配上復古的吉他聲、電子重拍的聲效，再加上充滿異國情調的印度笛聲，瑪丹娜與歐位元聯合打造出〈美麗陌生人〉這首充滿復古情境的流行舞曲。

### 商業成績
〈美麗陌生人〉於1999年6月19日率先登上英國單曲榜亞軍，這是瑪丹娜在該榜的第9首亞軍單曲，截至2015年為止，她在英國共擁有12首亞軍單曲。美國方面，電影公司為確保電影原聲帶的銷售量不被單曲給瓜分，因此〈美麗陌生人〉在美國地區並未發行實體商品，但電台的高點播率依舊使這首電影插曲進入美國單曲榜的前20名，最高成績獲得了第19名。
〈美麗陌生人〉在1999年的MTV音樂錄影帶大獎中獲得最佳電影歌曲影帶獎，翌年此曲再次獲得第42屆葛萊美獎最佳電影歌曲獎的殊榮。